# Löhmigen
Löhmigen ist ein Ortsteil der Gemeinde Nobitz im Landkreis Altenburger Land in Thüringen.

## Lage
Löhmigen liegt nördlich von Gößnitz bei einer Höhenlage von 197–203 Meter über NN im Altenburger Lösshügelland. Der Ort befindet sich zwischen der Bundesstraße 93 im Osten und der Bahnstrecke Leipzig–Hof im Westen.

## Geschichte
Ein Gutsweiler war der Ursprung der Geschichte des Orts, dessen urkundliche Ersterwähnung zwischen 1181 und 1214 stattfand. Im Ort geht man auch von 1181 aus. Das örtliche Rittergut gehörte bis in das 17. Jahrhundert der Adelsfamilie von Gabelentz. Danach wechselten die Besitzer oft. 1880 gab es das Rittergut, eine Mühle, fünf Handgüter und 21 Wohnhäuser, in denen 23 Familien mit 104 Personen lebten.
Löhmigen gehörte zum wettinischen Amt Altenburg, welches ab dem 16. Jahrhundert aufgrund mehrerer Teilungen im Lauf seines Bestehens unter der Hoheit folgender Ernestinischer Herzogtümer stand: Herzogtum Sachsen (1554 bis 1572), Herzogtum Sachsen-Weimar (1572 bis 1603), Herzogtum Sachsen-Altenburg (1603 bis 1672), Herzogtum Sachsen-Gotha-Altenburg (1672 bis 1826). Bei der Neuordnung der Ernestinischen Herzogtümer im Jahr 1826 kam der Ort wiederum zum Herzogtum Sachsen-Altenburg.
Nach der Verwaltungsreform im Herzogtum gehörte er bezüglich der Verwaltung zum Ostkreis (bis 1900) bzw. zum Landratsamt Altenburg (ab 1900). Das Dorf gehörte ab 1918 zum Freistaat Sachsen-Altenburg, der 1920 im Land Thüringen aufging. 1922 kam es zum Landkreis Altenburg.
Am 1. Juli 1950 wurde Löhmigen nach Zehma eingemeindet. Bei der zweiten Kreisreform in der DDR wurden 1952 die bestehenden Länder aufgelöst und die Landkreise neu zugeschnitten. Somit kam Löhmigen als Ortsteil von Zehma mit dem Kreis Schmölln an den Bezirk Leipzig, der seit 1990 als Landkreis Schmölln zu Thüringen gehörte und 1994 im Landkreis Altenburger Land aufging. Mit dem Aufgehen der Gemeinde Zehma in der Einheitsgemeinde Saara wurde Löhmigen am 1. Januar 1996 ein Ortsteil dieser Gemeinde, bis diese wiederum am 31. Dezember 2012 zu Nobitz kam.
In der Gegenwart hat Löhmigen 73 Einwohner.